# Université des langues étrangères de Pékin
L'université des langues étrangères de Pékin (chinois : 北京外国语大学, pinyin : Běijīng wàiguóyǔ dàxué), ou plus populairement Běiwài (北外), est une université datant de 1941 située à Pékin dans le district de Haidian. Ses cursus traitent de l'apprentissage des langues étrangères et de l'étude des relations internationales. Des classes de langues chinoises sont aussi proposées aux étudiants étrangers. Elle est divisée en deux campus : le campus Ouest (西院, Xiyuan) et le campus Est (东院, Dongyuan).